# 烟大铁路轮渡
烟大铁路轮渡又称渤海铁路轮渡，是连接中国大陆山东省烟台市至辽宁省大连市之间的铁路轮渡。

## 地理位置
烟大铁路轮渡北起大连旅顺羊头洼港旅顺西站，通过旅顺支线连接到沈大铁路，连接东北铁路网；南至烟台芝罘岛烟台北站，通过珠烟铁路连接蓝烟铁路，进而与山东的铁路网衔接。

## 运营
2004年10月27日开工，2006年11月6日开始试运营。初期运量可实现650万吨，近期为830万吨，远期可实现1240万吨。
烟大铁路轮渡所用的渡船由天津新港船厂建造，为全电力推进系统的火车、汽车、旅客滚装船。服务航速18节 ，全长182.6米，宽24.8米，满载排水量16229吨，单航次可载运80吨重的货运列车50节、20吨载重汽车50辆、25辆小汽车和480名旅客。
烟台北站的铁路栈桥长82.5米，栈桥上有一个“一对五”滑动道岔；栈桥操作员通过这个道岔，可将火车停放在船舱内的任何一组钢轨上。
列车在到达港口的到发场后，会被分为5组，每组10节车厢，然后再通过机车和岔道被推送至5船上的5条线路；这个过程中，机车的行驶速度只有10公里/小时。在车厢到位后，轮渡的工人们会用绑扎链和千斤顶固定车厢。在航行过程中，船舱里的巡视工人还会做好应对潜在问题的准备。

## 意义
其新建铁路引线34.35千米，海上运输距离约86.28海里，是中国最长的跨海铁路轮渡，也是世界第37条跨海铁路轮渡。从东北地区至华东地区的铁路运输可以改变绕道沈大铁路、沈山铁路、津山铁路、京沪铁路、胶济铁路、蓝烟铁路的运输状况，运距可缩短600-1000公里。

## 图册

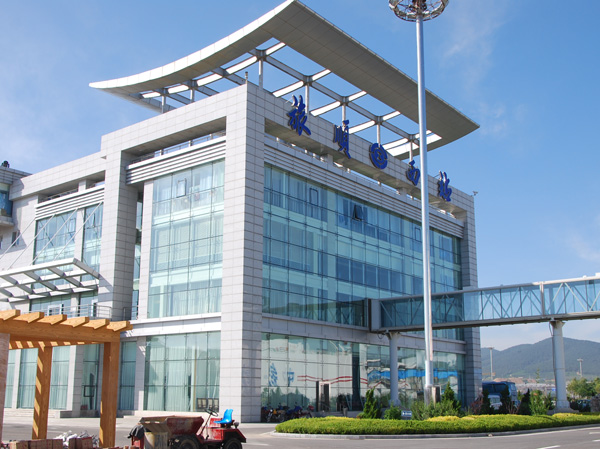
旅顺西站
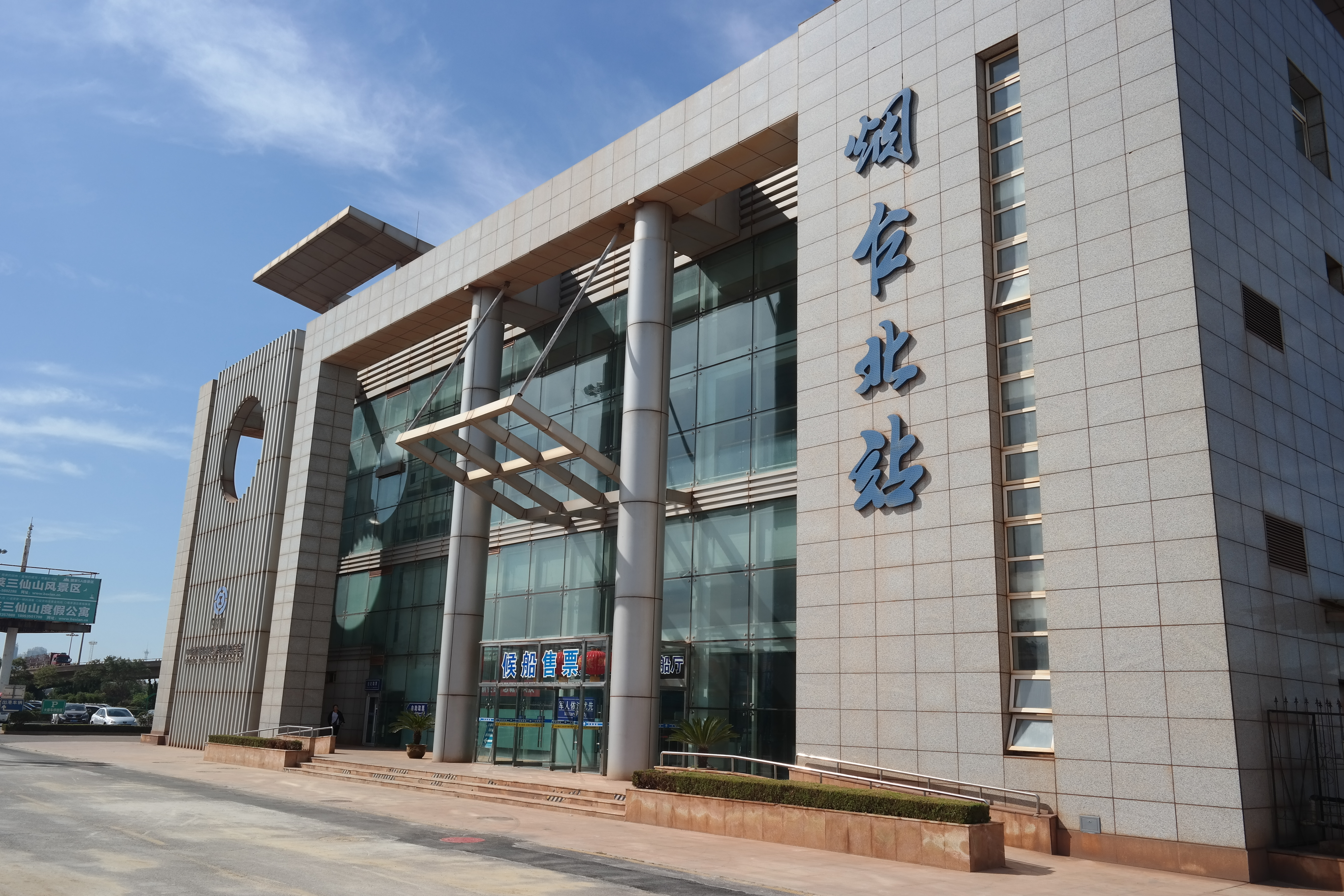
烟台北站
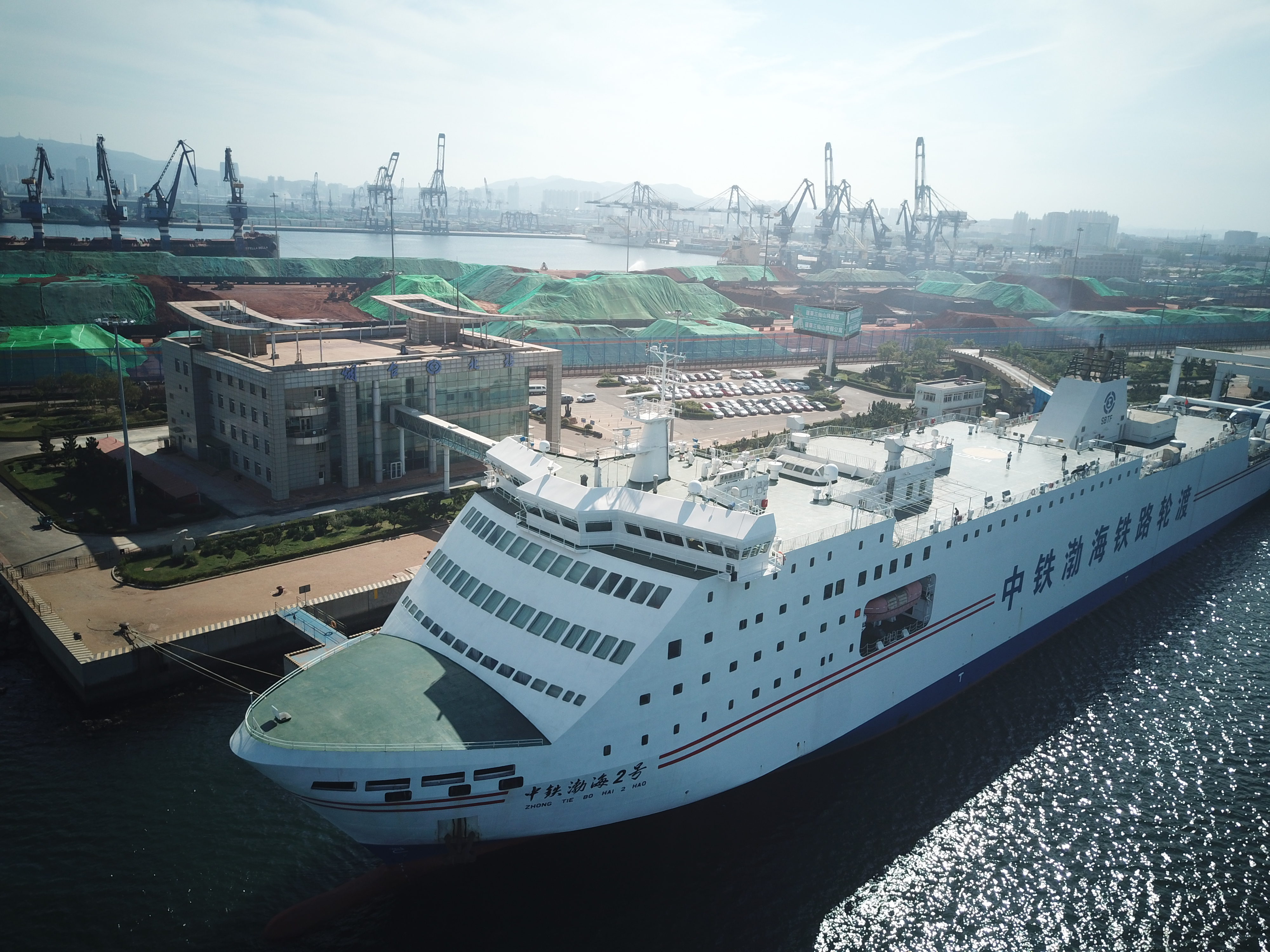
中铁渤海2号渡轮
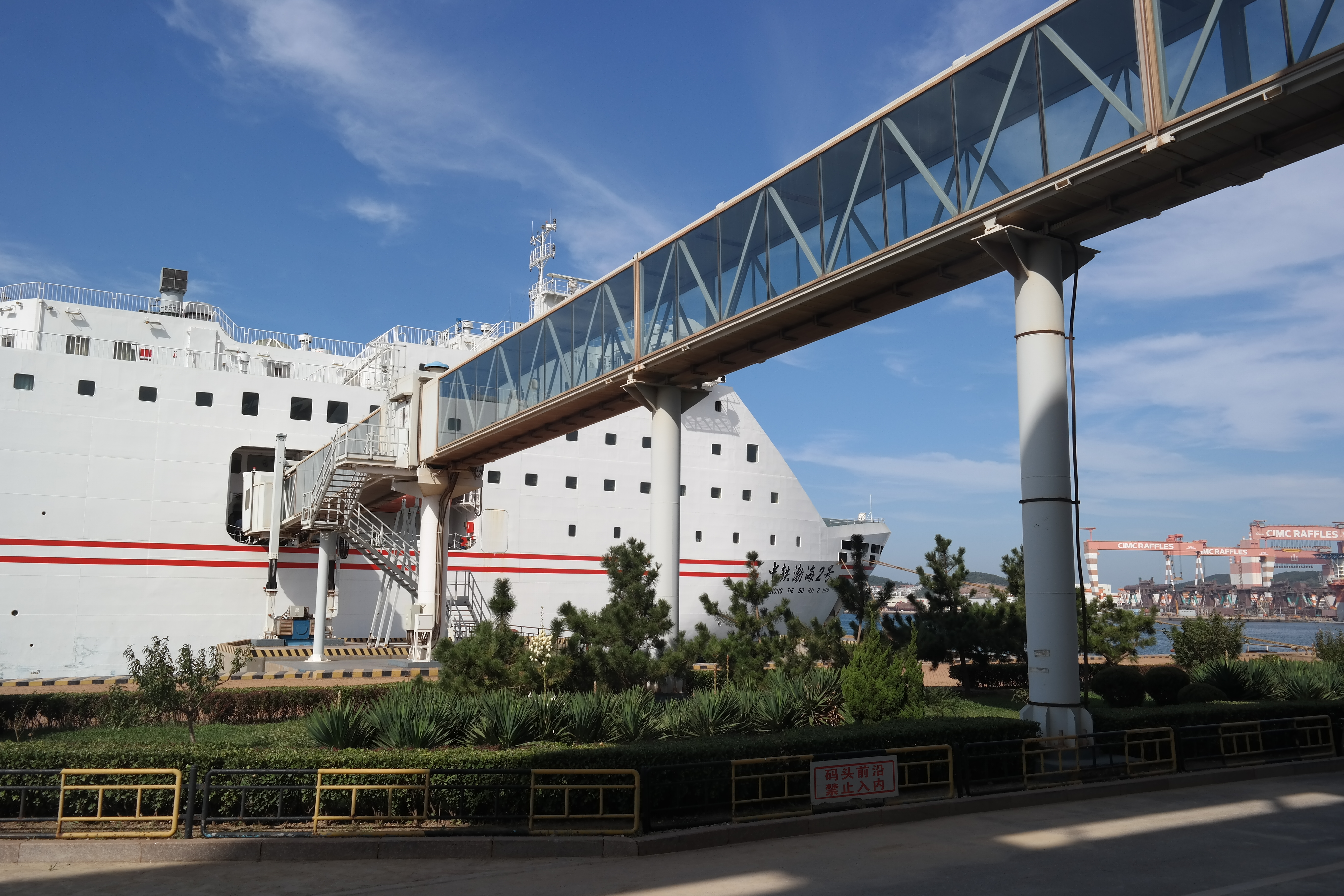
登船廊桥
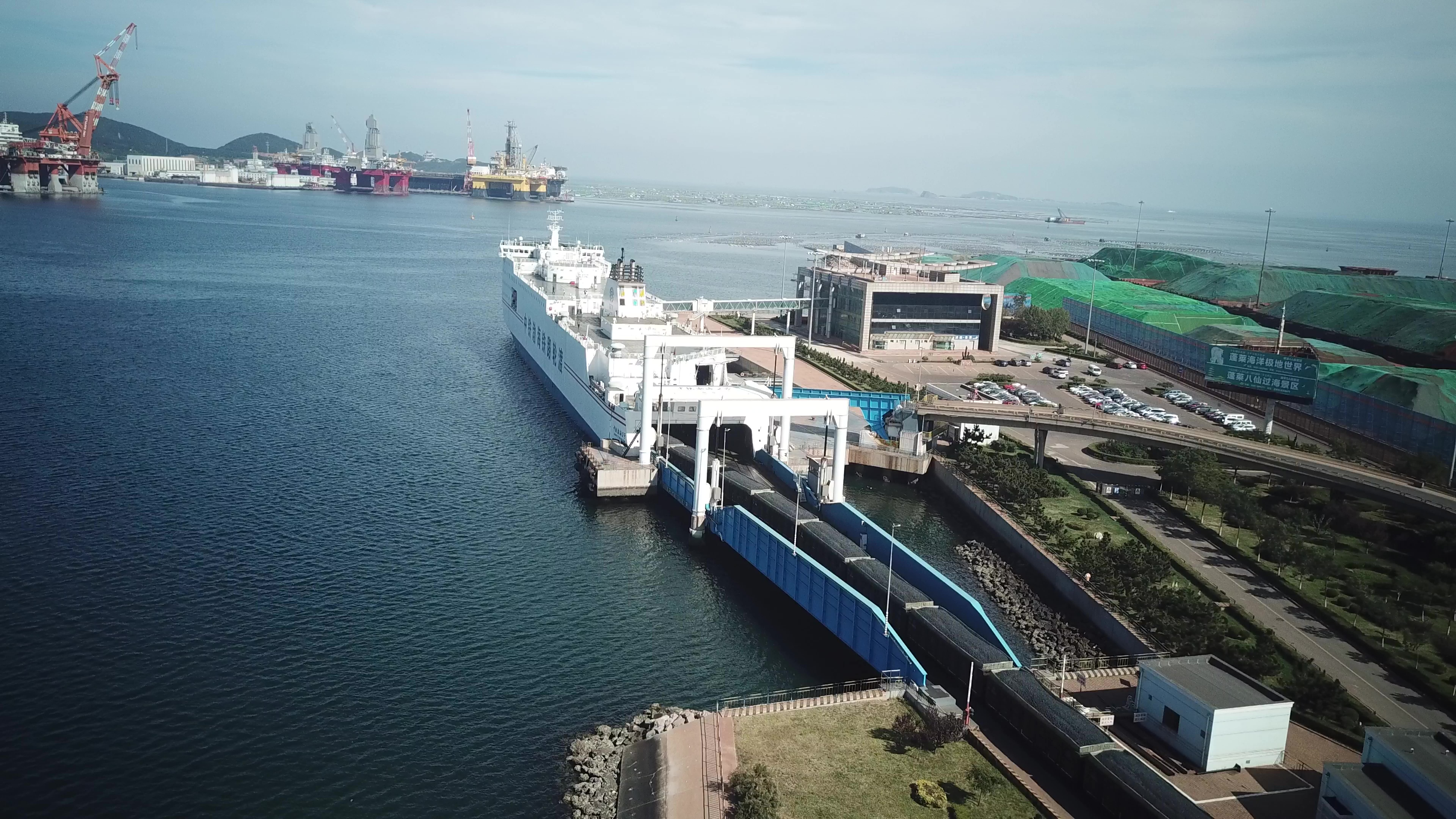
火车上船